# Robert Le Vigan
Robert Le Vigan (nacido como Robert Coquillaud, 7 de enero de 1900 - 12 de octubre de 1972) fue un actor francés. 
Apareció en más de 60 películas entre 1931 y 1943 casi exclusivamente en papeles pequeños o secundarios. Era, según la académica de cine Ginette Vincendeau, un "actor brillante y extravagante" que "se especializaba en personajes lúgubres, amenazantes o diabólicos".
Colaborador de los nazis durante la ocupación, que expresaba abiertamente actitudes fascistas, desapareció mientras interpretaba a Jéricho en Los niños del paraíso (Les Enfants du Paradis), película estrenada deliberadamente en mayo de 1945 poco después de la liberación de Europa. Le Vigan fue reemplazado por Pierre Renoir. Fue condenado a 10 años de trabajos forzados en 1946. Liberado en libertad condicional después de tres años de trabajo en un campamento, Le Vigan se fugó a España y luego a Argentina, muriendo allí en la pobreza el 12 de octubre de 1972, en la ciudad de Tandil.

## Filmografía
- 1931: Radio Folies de Jean Tarride - cortometraje -
- 1931: Les Cinq Gentlemen maudits de Julien Duvivier: Donald Strawber
- 1932: L'Éternelle Chanson de Robert Vernay: el vagabundo - cortometraje -
- 1932: En douane - cortometraje - de Antoine Bideau
- 1932: Coquin de sort de André Pellenc - cortometraje -
- 1932: Le Chien jaune de Jean Tarride: El doctor Ernest Michoux
- 1932: Une jeune fille et un million de Max Neufeld: empleado de la agencia
- 1933: Le tunnel de Kurt Bernhardt: Brooce, un obrero
- 1933: Le Petit Roi de Julien Duvivier: el loco
- 1933: Le Médecin de service de André Cerf - cortometraje -
- 1933: Knock, ou le triomphe de la médecine de Roger Goupillières y Louis Jouvet: Mousquet, el farmacéutico
- 1933: L'Homme à la barbiche de Louis Valray: Jérôme de Valvert - cortometraje -
- 1933: La Femme idéale de André Berthomieu: Girardin
- 1933: Boubouroche de André Hugon: Potasse - cortometraje -
- 1933: Madame Bovary de Jean Renoir: Lheureux
- 1934: La Rue sans nom de Pierre Chenal: Vanoël
- 1934: Le Prince des Six Jours de Robert Vernay: Fouilloux, un espectador
- 1934: Maria Chapdelaine de Julien Duvivier: Tit-Sèbe
- 1934: Famille nombreuse de André Hugon: Sandri
- 1934: Bien mal acquis de Earl Welch - cortometraje -
- 1934: L'Article 330 de Marcel Pagnol: Jean-Philippe La Brige - cortometraje -
- 1934: L'Affaire Coquelet de Jean Gourguet: Poireau
- 1935: La Ronde du brigadier Bellot de Raymond Raffin - cortometraje -
- 1935: Jérôme Perreau héros des barricades de Abel Gance: el Cardenal Mazarin
- 1935: La bandera de Julien Duvivier: Fernando Lucas
- 1935: Golgotha de Julien Duvivier: Jesucristo
- 1936: Un de la légion de Christian-Jaque: Leduc
- 1936: Romarin de André Hugon: Napoléon Orsini
- 1936: Jenny de Marcel Carné: albino
- 1936: Hélène de Jean-Benoît Lévy y Marie Epstein: el doctor Régnier
- 1936: Les mutinés de l'Elseneur de Pierre Chenal: Charles Davis
- 1936: Les bas-fonds de Jean Renoir: el actor alcohólico
- 1937: Regain de Marcel Pagnol: el sargento de Saul
- 1937: L'Occident de Henri Fescourt: Taïeb el Haïn
- 1937: Franco de port de Dimitri Kirsanoff: Henri
- 1937: La Femme du bout du monde de Jean Epstein: Arlanger
- 1937: La Citadelle du silence de Marcel l'Herbier: Granoff
- 1937: L'homme de nulle part de Pierre Chenal: el conde Papiano
- 1938: Le Petit Chose de Maurice Cloche: Roger
- 1938: Ernest le rebelle de Christian-Jaque: el gobernador-presidente de Mariposa
- 1938: L'avion de minuit de Dimitri Kirsanoff: el doctor
- 1938: Tempête sur l'Asie de Richard Oswald: Sir Richard
- 1938: Les disparus de Saint-Agil de Christian-Jaque: César
- 1938: Quai des brumes de Marcel Carné: el pintor
- 1939: Le monde tremblera de Richard Pottier
- 1939: Le Veau gras de Serge de Poligny: Grussgolt
- 1939: Le Dernier Tournant de Pierre Chenal:
- 1939: Louise de Abel Gance: Gaston
- 1939: Dédé la musique de André Berthomieu: Fernand l'Américain
- 1939: La charrette fantôme de Julien Duvivier: el padre Martin
- 1940: Paradis perdu de Abel Gance: Édouard Bordenave
- 1941: La romance de Paris de Jean Boyer: Monsieur Lormel
- 1941: L'Assassinat du Père Noël de Christian-Jaque: Léon Villard
- 1942: Chambre 13 de André Hugon: Fenouil
- 1942: Patrouille blanche de Christian Chamborant: el comisario Pascal
- 1942: Vie privée de Walter Kapps: Rémi Géraud
- 1942: Andorra ou les Hommes d'Airain de Émile Couzinet: Asnurri
- 1942: Le mariage de Chiffon de Claude Autant-Lara:
- 1942: Les affaires sont les affaires de Jean Dréville: Phinck
- 1942: La Prière aux étoiles de Marcel Pagnol - película inacabada-
- 1943: La Grande Marnière de Jean de Marguenat: Fleury
- 1943: Untel Père et Fils de Julien Duvivier: L'oncle Michel Froment
- 1943: Goupi Mains-Rouges de Jacques Becker: Goupi-Tonkin
- 1943: Ne le criez pas sur les toits de Jacques Daniel-Norman: el profesor Léonard Bontagues
- 1943: L'Homme qui vendit son âme de Jean-Paul Paulin: Grégori
- 1944: La Collection Ménard de Bernard Roland: Amédée Garbure
- 1944: Les enfants du paradis de Marcel Carné - aparece en una escena que fue retomada por Pierre Renoir
- 1945: Bifur 3 de Maurice Cam: Paul
- 1951: La orquídea de Ernesto Arancibia: el padre
- 1951: El correo del rey de Ricardo Gascon: Peabody
- 1952: Río Turbio de Alejandro Wehner: Levignan
- 1952: Ley del mar de Miguel Iglesias: Rafael
- 1952: Las aguas bajan turbias de Hugo del Carril - sous réserve -